# Den lille havfrue (film fra 1989)
| Portal | Portal:Disney |

 For alternative betydninger, se Den lille havfrue (flertydig). (Se også artikler, som begynder med Den lille havfrue)
Den lille havfrue (org.: The Little Mermaid) er en amerikansk fantasy-musical animationsfilm fra 1989, som er produceret af Walt Disney Feature Animation og distribueret af Walt Disney Pictures. Filmen er baseret på danske H.C. Andersens eventyr af samme navn fra 1837. Filmen er den 28. i rækken af Disneys klassikere og anses som den første i Disneys renæssance. Filmen er skrevet og instrueret af Ron Clements og John Musker, og har musik lavet af Alan Menken og Howard Ashman. Filmens engelske voice-cast er bl.a. Jodi Benson, Pat Carroll, Samuel E. Wright og Christopher Daniel Barnes, mens det danske voice-cast bl.a. består af Marie Ingerslev, Nikolaj Bohm, Thomas Eje og Kirsten Rolffes.
Den lille havfrue blev udgivet i USA den 17. november 1989, hvor den blev modtaget med positive anmeldelser, og især blev rost for animationen, musikken og karaktererne. Filmen blev hurtigt en kommerciel succes og har gennem tiden indtjent ca. 1,4 mia. kr. verdenen over. Efter succesfilmene Mesterdetektiven Basil Mus fra 1986 og Hvem snørede Roger Rabbit? af Disney/Amblin fra 1988, blev Den lille havfrue anset for at have pustet liv i Disneys animerede tegnefilm, som siden 1970'erne havde haft flere anmelderfiaskoer. Filmens succes markerede desuden starten på den periode, der kendes som Disneys renæssance. Filmen modtog to Oscars for bedste musik og for bedste sang ("Under the Sea").
Filmens succes har ført til flere projekter baseret på filmen; såsom en Broadway-fortolkning i 2008, to direkte-til-video efterfølgere; Den lille havfrue 2: Havets hemmelighed (2000) og forløberen Den lille havfrue 3: Historien om Ariel (2008), tv-serien Den lille havfrue (1992-1994), en live-action-fortolkning med ukendt premieredato og en forlystelse baseret på sangene i filmen i Disneyland Resort og i Walt Disney World.

## Handling
Ariel er en 16-årig havfrue og prinsesse, som ikke bryder sig om sin tilværelse under vand i kongeriget Atlantica, et fantasi-kongerige i det atlantiske ocean. Hun er fascineret af menneskeverdenen oppe på landjorden, og sammen med sin ven, fisken Tumle, samler hun menneskelige artefakter i hendes hule, og besøger havmågen Skralde, som påstår at vide alt om menneskenes verden. Ariel er flere gange blevet advaret om menneskene af sin far, Kong Triton, og hans rådgiver, krabben Sebastian, som forbyder kontakt mellem havfolk og mennesker.
En aften tager Ariel, Tumle og en ufrivillig Sebastian til havoverfladen, hvor de overværer fejringen af Prins Eriks fødselsdag på et skib. Ariel bliver forelsket i Erik, og da en voldsom storm bryder ud og vælter skibet, redder Ariel Erik op på land. Hun synger for ham, imens han vågner, men stikker af, før han helt vågner op. Fascineret af mindet om den mystiske pige, sværger Erik at han vil finde pigen, som reddede ham og sang for ham. Ariel er tydeligt forelsket, og kong Triton udspørger derfor Sebastian om hvad han ved om det. Sebastian fortæller til sidst sandheden om Ariels forelskelse, og de to tager til Ariels hule, hvor Triton rasende ødelægger Ariels samling. Ariel er sønderknust, og de to ål, Bundslam og Skidtslam, opsøger nu Ariel og overtaler hende til at tage hen til havheksen Ursula for at få hjælp.
Ursula laver nu en aftale med Ariel om at Ariel forvandles til et menneske i tre dage til gengæld for sin stemme, som Ursula gemmer i en nautilskal. Indenfor udgangen af de tre dage skal Ariel få et ægte kærlighedskys fra Erik, hvorefter hun vil forblive et menneske. Hvis ikke, vil Ariel igen blive til en havfrue og tilhører Ursula. Ariel accepterer aftalen og får menneskeben, og bliver med hjælp fra Tumle og Sebastian bragt til overfladen. Erik finder Ariel på stranden og tager hende med tilbage til slottet, uvidende om at hun er den, der reddede ham. Ariel tilbringer den næste dag med Erik, og netop som de skal til at kysse hinanden på andendagen, bliver deres båd væltet af Bundslam og Skidtslam. For at undgå at Ariel lykkedes med sit kys, forvandler Ursula til en ung smuk kvinde kaldet Vanessa, og med Ariels stemme som sin egen, går hun i land på stranden. Erik genkender straks "Ariels" stemme, og Ursula kaster en forhekselse over ham, så han kun har øjne for hende.
Den næste morgen opdager Ariel til sin skræk at Erik og Vanessa er forlovet og skal giftes. Skralde opdager nu Vanessas sande identitet og fortæller Ariel, som formår at komme ombord på bryllupsskibet. Sebastian fortæller Triton om situationen og Skralde bryder ind i brylluppet med hjælp fra andre havdyr, og han formår at rive Ursulas nautilskal fra hendes halskæde. Ariels stemme kommer nu tilbage til Ariel, og Ursulas forhekselse over Erik brydes, og han indser nu at Ariel er pigen, der reddede hans liv. Han skynder sig at kysse Ariel, men solen er allerede gået ned og Ariel forvandles tilbage til en havfrue og kidnappes af Ursula. Triton opsøger Ursula og forlanger Ariels løsladelse, men Ursula accepterer kun da Triton indvilliger i at skifte plads med Ariel, og opgiver sin trefork og dens magt til Ursula. Ariel løslades og Triton bliver nu forvandlet til et polypdyr. Ursula erklærer sig nu hersker over Atlantica, men før hun når at bruge treforken, rammer Erik hende med en harpun. Ursula forsøger nu at dræbe Erik, men bliver forhindret af Ariel og Ursula slår ufrivilligt Bundslam og Skidtslam ihjel i stedet. Rasende bruger Ursula nu treforkens magt til at vokse til enorm størrelse.

Ariel og Erik forenes nu kort på vandoverfladen, før Ursula vokser og til sidst tårner over dem. Hun har nu fuld kontrol over havet, og skaber en storm, og bringer sunkne skibe til overfladen. Netop som Ursula skal til at dræbe Ariel, styrer Erik et af de sunkne skibe ind i Ursula og stikker hende med skibets ødelagte bovsprit. Ursulas døde forvandler kong Triton og de andre polypdyr tilbage til havfolk. Da Triton indser at Ariel virkelig elsker Erik, indvilliger han i at forvandle Ariel til et menneske og giver sin velsignelse til at de kan gifte sig. Ariel og Erik bliver efterfølgende gift på et skib og de sejler ud i horisonten. 

## Stemmer
| Rolle                 | Engelsk stemme            | Dansk stemme                                  |
| --------------------- | ------------------------- | --------------------------------------------- |
| Ariel                 | Jodi Benson               | Marie Ingerslev (tale) Sissel Kyrkjebø (sang) |
| Erik                  | Christopher Daniel Barnes | Lars Thiesgaard                               |
| Sebastian             | Samuel E. Wright          | Thomas Eje                                    |
| Ursula                | Pat Carroll               | Kirsten Rolffes                               |
| Kong Triton           | Kenneth Mars              | Preben Neergaard                              |
| Tumle                 | Jason Marin               | Nikolaj Bohm (1990) Jens Sætter-Lassen (1998) |
| Skralde               | Buddy Hackett             | Jess Ingerslev                                |
| Bundslam og Skidtslam | Paddi Edwards             | Nis Bank-Mikkelsen                            |
| Onkel Grimsey         | Ben Wright                | Paul Hüttel                                   |
| Kokken                | Rene Auberjonois          | Steen Springborg                              |